# Speleocuma guanche
Speleocuma guanche is een zeekommasoort uit de familie van de Bodotriidae. De wetenschappelijke naam van de soort is voor het eerst geldig gepubliceerd in 2002 door Corbera.